# Consejo Nacional de Educación (Argentina)
El Consejo Nacional de Educación (CNE) fue un organismo dependiente del Poder Ejecutivo Nacional de Argentina que existió entre 1881 y 1980. Fue creado por el presidente Julio Argentino Roca vía decreto como organismo encargado de las políticas educativas para las escuelas nacionales. Inicialmente, su jurisdicción era sobre los establecimientos ubicados en Capital Federal y los Territorios Nacionales, pero posteriormente se extendió a las escuelas creadas en todo el país. 
Su primera autoridad máxima fue Domingo Faustino Sarmiento, quien ejerció el cargo de superintendente general entre 1881 y 1882. Tras su renuncia, el organismo fue presidido por un cuerpo colegiado constituido por un presidente y cuatro vocales bajo la autoridad del entonces Ministerio de Justicia, Culto e Instrucción Pública.
El Consejo Nacional de Educación fue disuelto por primera vez el 15 de diciembre de 1948 por decreto de Juan Domingo Perón, para ser reemplazado por el nuevo Ministerio de Educación.  Tras ser restaurado en 1956 como dependencia de este último, acabó por perder la mayor parte de sus facultades durante la descentralización educativa llevada a cabo por la dictadura militar entre 1976 y 1983.

## Creación
Con la federalización en 1880 de la ciudad de Buenos Aires, que pasó a ser gobernada por las autoridades nacionales, pasaron a su jurisdicción los establecimientos públicos –incluyendo los de enseñanza- que antes pertenecían a la provincia de Buenos Aires-, lo que obligó a dictar normas al respecto.
El Presidente Julio Argentino Roca firmó el 28 de enero de 1881 un decreto creando el Consejo Nacional de Educación para el gobierno y administración de las escuelas primarias públicas ubicadas en la ciudad de Buenos Aires; en el mismo se estableció que en esas escuelas seguirían rigiéndose por las normas ya existentes, que habían sido dictadas por la provincia de Buenos Aires, en la medida que no fueren modificadas. El gobierno del organismo estaría a cargo de un superintendente general y nueve consejeros.
Por decreto del 1° de febrero de 1881 nombró primer Superintendente General a Domingo Faustino Sarmiento y designó consejeros a Federico de la Barra, Carlos Guido Spano, Adolfo van Gelderen, Miguel Navarro Viola y José Antonio Wilde.

## Primeras medidas
Sarmiento realizó una eficaz labor administrativa y de reorganización de las escuelas, fundó el Monitor de la Enseñanza que, como órgano oficial del Consejo comenzó a aparecer en septiembre de 1881 y el 5 de junio de 1881 entregó al Poder Ejecutivo un amplio informe sobre el estado de la enseñanza en Buenos Aires, así como sobre el personal docente, alumnado, edificios, costos de la enseñanza, rentas para atenderla, etc. Así como sobre las subvenciones nacionales destinadas  a los establecimientos ubicados en las provincias.
Desde su cargo Sarmiento intervino vigorosamente en defensa del impuesto a las herencias transversales, destinado a la educación pública, que había sido establecido por la provincia de Buenos Aires y todavía regía en la ciudad de Buenos Aires. La legalidad de este impuesto estaba en discusión y finalmente la Cámara Nacional de Apelaciones en lo Civil  se pronunció en favor del mismo en un fallo que quedó firme cuando la Corte Suprema de Justicia no admitió la procedencia del recurso extraordinario intentado contra el mismo .
Sarmiento también intervino –y continuó haciéndolo tras dejar el cargo- en la defensa de los principios que inspiraban el proyecto que el 8 de julio de 1884 se aprobó como la Ley 1420.

## Las normas de la ley 1420 sobre el Consejo Nacional de Educación
La ley 1420 dedicó su Capítulo VI a reglamentar los deberes y atribuciones del  Consejo, al que colocó bajo la dependencia del Ministerio de Instrucción Pública y encomendó la dirección y administración de las escuelas públicas (art. 52).

### Composición del Consejo
Sobre la composición del Consejo estableció:

Artículo 53º- El Consejo Nacional de Educación se compondrá de un Presidente y de cuatro vocales.
Artículo 54º- El nombramiento de los Consejeros será hecho por el Poder Ejecutivo por sí solo, y el de Presidente con acuerdo del Senado. Los miembros del Consejo Nacional de Educación podrán ser reelectos.
Artículo 55º- Todos los miembros del Consejo conservarán su empleo durante cinco años, mientras dure su buena conducta y aptitud física o intelectual para el desempeño de su cargo.
Artículo 56º- El cargo de miembro del Consejo Nacional de Educación es considerado como empleo de magisterio para todos los beneficios y responsabilidades que establece la ley.
Artículo 65- El Presidente del Consejo Nacional de Educación…:
1º Preside las sesiones del Consejo y decide con su voto las liberaciones en caso de empate.
2º Ejecuta las resoluciones del Consejo.
3º Dirige inmediatamente por sí solo las oficinas de su dependencia, provee a sus necesidades y atiende en casos urgentes, no estando reunido el Consejo, todo lo relativo al gobierno y administración general de las escuelas, con cargo de dale cuenta.
En caso de disconformidad, el Consejo no podrá desaprobar los actos de su Presidente sino con el voto de dos tercios de los Consejeros.
4º Suscribir todas las comunicaciones y órdenes de cualquier género que sean, con la autorización del Secretario del Consejo.

### Administración financiera
El Consejo administra los fondos destinados a la educación común, debe elaborar su presupuesto y remitirlo en enero de cada año al Congreso.
Administra las propiedades inmuebles pertenecientes al tesoro de las escuelas, recibe con beneficio de inventario herencias y legados y, en la forma ordinaria, todas las donaciones que con objeto de educación hiciesen los particulares, poderes públicos o asociaciones.
Autoriza la construcción de edificios para las escuelas u oficinas de la educación común y compra bienes raíces con dicho objeto.

### Normas sobre la enseñanza
El Consejo Nacional de Educación dirige la instrucción dada en todas las escuelas primarias y escuelas normales de la Capital, colonias y territorios nacionales, dicta los programas de la enseñanza, expide el título de maestro, previo examen del interesado y revalida los diplomas de maestro extranjeros. (art. 57 ).
Prescribe y adopta los libros de texto más adecuados para las escuelas públicas, favoreciendo su edición y mejora por medio de concursos u otros estímulos, asegurando su adopción uniforme y permanente a precios módicos, por un término no menor de dos años. (art. 57 ).

### Normas sobre el personal
El Consejo nombra los empleados de la dirección y administración de las escuelas primarias, con excepción de aquellos cuya provisión estuviese determinada de una manera diversa por esta ley y contrata dentro y fuera del país los maestros especiales, con aprobación del Ministerio de Instrucción Pública.(art. 59).
Suspende o destituye a los maestros, inspectores o empleados por causa de inconducta o mal desempeño de sus deberes, establece conferencias de maestros. (art. 57) 

### Normas sobre bibliotecas y subvenciones
Los artículos 66 a 69 disponen que el Consejo debe crear una biblioteca pública para maestros y promover la creación de bibliotecas populares por particulares o asociaciones permanentes, las cuales recibirán subvención estatal si cumplen determinadas condiciones.

### Relaciones con las provincias
El Consejo debe atender y promover en las provincias la ejecución de las leyes de 23 de septiembre de 1870, sobre “Bibliotecas Populares” y, de 25 de septiembre de 1871 sobre “Subvenciones a la educación común”, y dictar las medidas que creyese convenientes para asegurar el empleo de los recursos que se entreguen con esos fines.

### Fondo para pensiones
El Consejo debe proyectar, a la brevedad posible, la organización del fondo de pensiones para maestros, condiciones de su administración, y el modo y forma en que ha de hacerse efectivo el derecho a pensión.

### Informe anual
El Consejo Nacional de Educación presentará al principio de cada año un informe de todos sus trabajos al Ministerio respectivo, y lo imprimirá en número suficiente de ejemplares con destino a hacerlo circular en el país y en el extranjero.
Este informe contendrá estadísticas completas de las escuelas.  (Artículo 58).

## Normas que dictó sobre enseñanza de religión
Cuando la Ley 1420 de enseñanza primaria laica, gratuita y obligatoria suprimió la enseñanza de la religión como parte del programa en las escuelas públicas y dispuso que debían realizarse solo fuera del horario normal de clases, con carácter voluntario para los alumnos que lo desearan, el Consejo dictó una resolución estableciendo que solo podía comenzar media hora después del horario normal de clases y que el personal de las escuelas públicas tenía prohibido trabajar en el dictado de las mismas.

## Sede
El Consejo tenía su sede en el Palacio Pizzurno, ubicado en la calle Callao (tramo que hoy se denomina Pizzurno), entre las de Paraguay y Marcelo T. de Alvear de la ciudad de Buenos Aires, donde actualmente funciona el Ministerio de Educación.

## Desaparición
El organismo continuó funcionando como una dependencia del Ministerio de Educación hasta el año 1980, cuando la dictadura militar dispuso su cese de funciones. Ya había perdido hacia 1978 la mayor parte de sus facultades con la sanción de la Ley 21.809, que dispuso "transferir a las Provincias (...) todas las escuelas de enseñanza pre-primaria y primaria, supervisiones y juntas de clasificación dependientes del Consejo Nacional de Educación existentes en jurisdicción de aquéllas (art. 1)".
En la mayoría de los casos, esta transferencia redundó en un detrimento de la educación, dado que muchas provincias no contaban con los recursos ni la disposición para asumir las funciones de las que ahora el Estado Nacional se deshacía.